# Jens Gerlund
Jens Ebbe Gerlund, född 24 januari 1978, är en svensk trummis. Gerlund spelade trummor i Thorsten Flincks band Flincka Fingrar. Han har även varit medlem i glam metal-gruppen Vanity BLVD och spelat på Abba-musikalen Mamma Mia!